# Безмолвные стражи

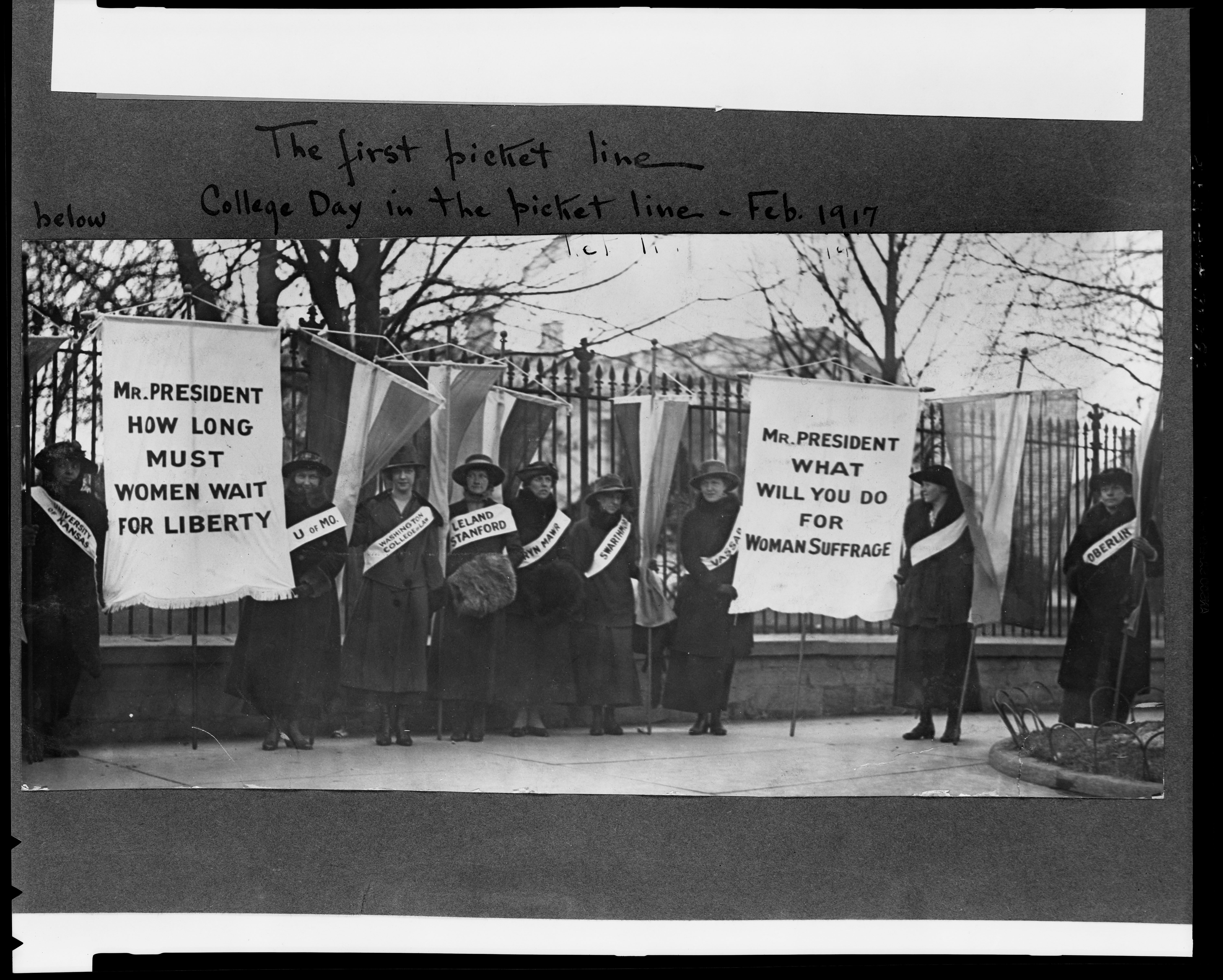
«Безмолвные стражи» пикетируют Белый дом

Безмолвные стражи (также известные как «Стражи Свободы») — организованная акция в поддержку избирательного права женщин, организованная Элис Пол и Национальной женской партией. Безмолвная акция поддержки проходила перед воротами Белого дома после переизбрания на второй срок президента Вудро Вильсона с 10 января 1917 годаи стала первым пикетом у Белого дома. Идея протеста возникла после встречи с президентом 9 января 1917 года, во время которой он вместо понимания проблемы и оказания поддержки предложил женщинам «согласовывать общественное мнение от имени избирательного права женщин». Поэтому протестующие избрали в качестве воздействия постоянное напоминание Вильсону о его недостаточной поддержке избирательного права. Поначалу акция проходила спокойно, без какой-либо агрессивной реакции извне, но позже протестующие были арестованы по обвинению в препятствовании движению транспорта. После этого акция протеста переместилась на площадь Лафайет, где продлилась до 4 июня 1919 года — когда Девятнадцатая поправка к Конституции Соединённых Штатов была принята как Палатой представителей, так и Сенатом.
Название «Безмолвные стражи» было придумано Харриот Стентон Блэтч из-за использования молчания в качестве формы протеста, что было новой принципиальной, стратегической и риторической стратегией в рамках национального движения за избирательное право и в рамках их собственного ассортимента стратегий протеста.
На протяжении двух с половиной лет многие из почти 2000 женщин, участвовавших в пикете, подвергались преследованиям, арестам и несправедливому обращению со стороны местных и федеральных властей, включая пытки и жестокое обращение вплоть до и во время Ночи террора 14 ноября 1917 года. Почти 500 женщин были арестованы, а 168 отбыли тюремные сроки.

## Предыстория
Протесты «Безмолвных стражей» были организованы Национальной женской партией (NWP), женской организацией, отстаивающей избирательные права. Партия была основана как Союз Конгресса за избирательное право женщин (CUWS) в 1913 году Элис Пол и Люси Бёрнс после организации ими парада избирательного права женщин NAWSA в Вашингтоне, округ Колумбия, в марте 1913 года. CUWS по определению была организацией, которая придерживалась радикального подхода к избирательному праву женщин и отделилась от более умеренной Национальной американской ассоциации избирательного права женщин (NAWSA). CUWS просуществовал всего три года, пока его основатели не объединили его с Женской партией, чтобы сформировать Национальную женскую партию. Национальная женская партия могла похвастаться меньшим количеством членов, чем Национальная американская женская ассоциация избирательного права (насчитывающая 50 000 членов на миллион NAWSA), но её тактика была более привлекательной и привлекала больше внимания средств массовой информации. Члены NWP известны в первую очередь тем, что пикетировали Белый дом и объявляли голодовки, находясь в тюрьме или исправительных работах.

## «Суфражистка»
«Суфражистка» была еженедельным бюллетенем Национальной женской партии и действовала в качестве голоса «молчаливых стражей» на протяжении их акции протеста. В ней освещался прогресс деятельности «стражей» и включались интервью с протестующими, отчёты о (не) реакции президента Вудро Вильсона и политические эссе. Пока «стражи» отбывали заключение в тюрьме, несколько членов партии написали о своем опыте, который позже был опубликован в «Суфражистке». «Хотя бюллетень был задумал для массового выпуска, максимальный тираж, достигавший чуть более 20 000 экземпляров, зафиксировали в 1917 году. Большинство копий рассылалось членам партии, рекламодателям, штаб-квартирам филиалов и организаторам NWP, что убедительно свидетельствует о том, что сами суфражистки были ключевой аудиторией издания».

## Плакаты

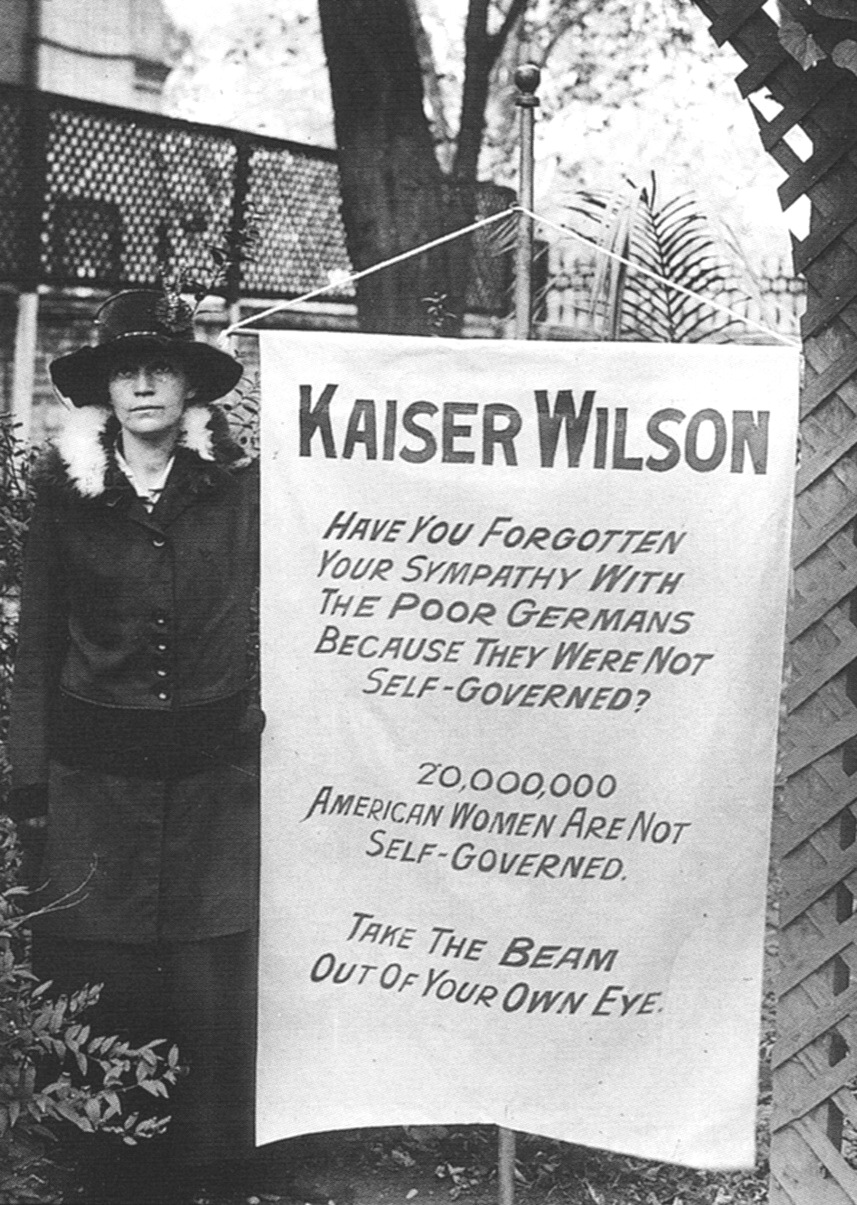
Вирджиния Арнольд с плакатом в 1918 г.

Примеры надписей на плакатах, которые демонстрировали «молчаливые стражи»:
- «Господин Президент, что вы сделаете для избирательного права женщин?»[5]
- «Господин Президент, как долго женщины должны ждать свободы?»[5]
- «Мы будем бороться за то, что мы всегда носили в своих сердцах — за демократию, за право тех, кто подчиняется власти, за право иметь голос в своих собственных правительствах» (цитата Вильсона[9])
- «Пришло время побеждать или подчиняться, для нас может быть только один выбор. Мы сделали это» (цитата Вильсона)
- «Кайзер Вильсон, неужели вы забыли о своём сочувствии к бедным немцам, потому что они не были самоуправляемыми? 20 000 000 американских женщин не являются самоуправляемыми. Вынь бревно из своего глаза» (сравнение Вильсона и кайзера Германии Вильгельма II, и известная цитата Иисуса о лицемерии)
- «Господин Президент, Вы говорите свобода — это фундаментальная потребность человеческого духа»[5]
- «Господин Президент, Вы говорите, мы заинтересованы в США, говоря политическим языком, ни в чём, кроме человеческой свободы»[5]

Все «стражи» носили фиолетовые, белые и золотые пояса, которые были цветами NWP. Их плакаты также обычно были окрашены схожим образом.

## Реакция
Реакция общественности на действия «безмолвных стражей» была разнообразной. Некоторые искренне одобряли их работу. Мужчины и женщины, находившиеся неподалёку от Белого дома, демонстрировали свою поддержку «стражам», принося им тёплые напитки и горячие кирпичи, чтобы их ногам было теплее стоять на них. Иногда женщины даже помогали поднимать знамена. Другие способы выразить поддержку включали написание писем, восхваляющих «стражей», в «Суфражистку» и жертвование денег.
Но были и те, кто не одобрял протесты «безмолвных стражей». Среди них были суфражистки более умеренного толка, например, Керри Чапмен Кэтт — в то время лидер Национальной ассоциации американских женщин за избирательное право — считавшая, что лучший способ реализовать избирательное право женщин — это сначала получить право голоса в отдельных штатах, после чего женщины могли бы рассчитывать и на рассмотрение этого вопроса в Конгрессе. До конца 1915 года она, таким образом, выступала против пропаганды национальной поправки о предоставлении избирательного права женщинам, как это делала Национальная женская партия. Члены Национальной американской ассоциации избирательных прав женщин опасались, что пикеты «стражей» вызовут негативную реакцию со стороны избирателей-мужчин.
Антисуфражистки также выступили против протеста «молчаливых стражей». Толпы иногда пытались сдержать протестующих при помощи насилия (которое усилилось после вступления США в Первую мировую войну). Например, некоторые нападали на «стражей» и разрывали их знамёна в клочья. Обычно такое случалось с наиболее провокационными баннерами, как, например, с плакатом, называющим Вудро Вильсона «Кайзером Вильсоном».
Поначалу президент Вильсон практически не реагировал на протест женщин. Иногда, встречаясь с ними взглядами, он даже казался удивлённым происходящему, приподнимал шляпу и улыбался. В газетах писали, что в какой-то момент Вильсон даже пригласил их на кофе; женщины отказались. Но обычно он полностью игнорировал протесты, к примеру, когда «стражи» протестовали в день его второй церемонии инаугурации. По мере того как «стражи» продолжали протестовать, проблема становилась всё серьёзнее, и мнение Вильсона стало меняться. Хотя он продолжал испытывать неприязнь к «безмолвным стражам», он начал признавать их как группу, представляющую для него серьёзную проблему.

## Ночь ужаса и работный дом Оккокван

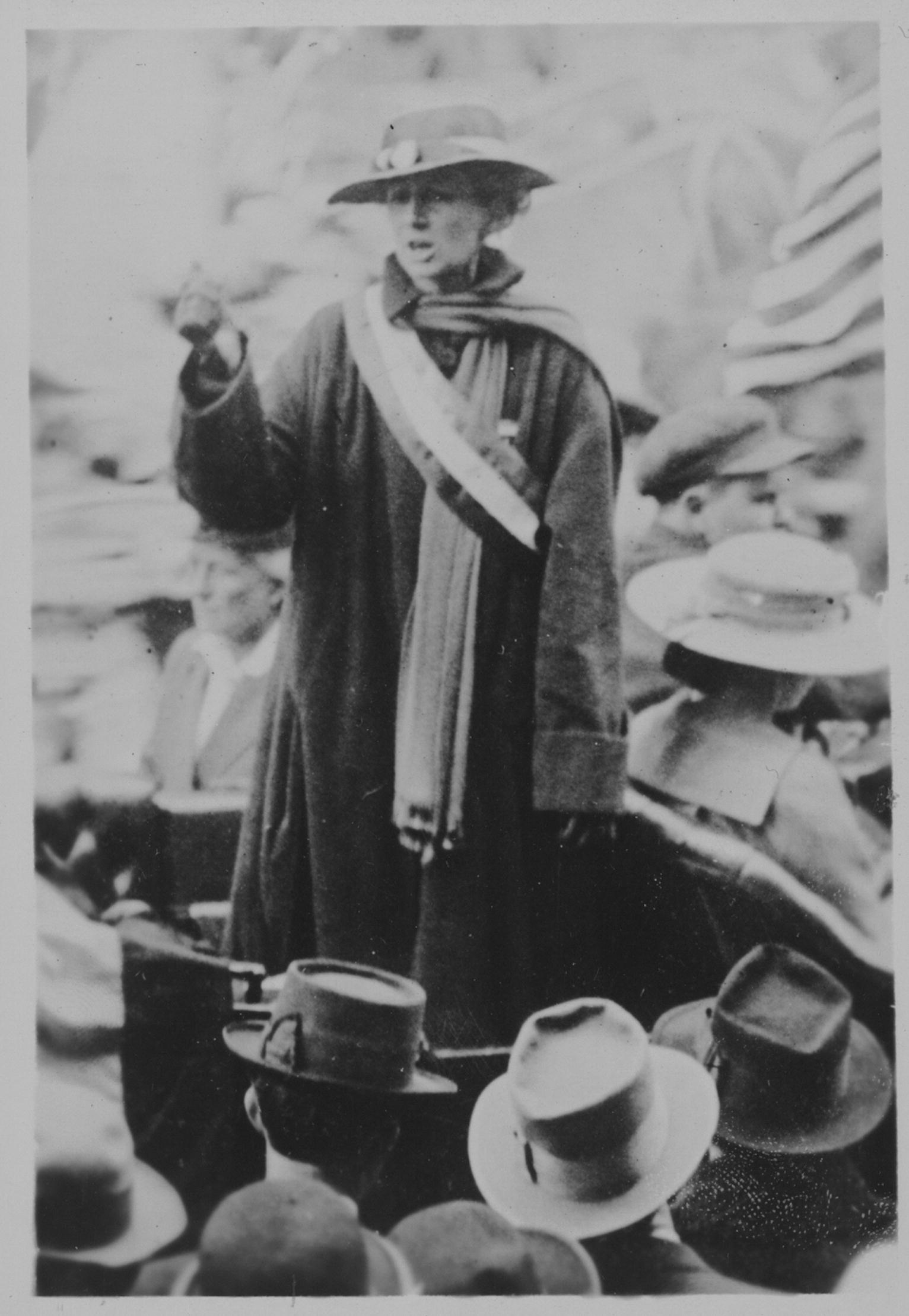
Флоренс Байярд Хиллз, председатель Делавэрского отделения Национальной женской партии и член национального исполнительного комитета, была арестована во время пикетирования Белого дома 13 июля 1917 года и приговорена к 60 дням заключения в тюрьме Оккокван. Она была помилована президентом Вильсоном после отбытия трёх дней своего срока

22 июня 1917 года полиция арестовала протестующих Люси Бёрнс и Кэтрин Мори по обвинению в препятствовании дорожному движению, потому что они несли плакат с цитатой из речи Вильсона в Конгрессе: «Мы будем бороться за то, что всегда было в наших сердцах — за демократию, за право тех, кто подчиняется власти, иметь право голоса в своих собственных правительствах». 25 июня были арестованы ещё 12 женщин, в том числе Мейбл Вернон и Энни Арнил из Делавэра, также по обвинению в препятствовании дорожному движению. Они были приговорены к трём дням тюремного заключения или к выплате штрафа в размере 10 долларов. Они выбрали тюрьму, потому что хотели продемонстрировать приверженность своему делу и готовность пожертвовать своей физической свободой. 14 июля 16 женщин, в том числе Флоренс Байярд Хиллз, Элисон Тернбулл Хопкинс и Элизабет Селден Роджерс (из политически влиятельной семьи Болдуин, Хоар и Шерман), были арестованы и приговорены к 60 дням тюремного заключения или выплате штрафа в размере 25 долларов. И они также выбрали тюрьму. Люси Бёрнс утверждала, что с женщинами следует обращаться как с политическими заключёнными, хотя это словосочетание никогда не использовалось в Америке.